# Västra Ämterviks distrikt
Västra Ämterviks distrikt är ett distrikt i Sunne kommun och Värmlands län. Distriktet ligger omkring Västra Ämtervik i mellersta Värmland.

## Tidigare administrativ tillhörighet
Distriktet inrättades 2016 och utgörs av en del av området Sunne köping omfattade till 1971, delen som före 1963 utgjorde Västra Ämterviks socken.
Området motsvarar den omfattning Västra Ämterviks församling hade vid årsskiftet 1999/2000.

## Tätorter och småorter
I Västra Ämterviks distrikt finns en tätort men inga småorter.

### Tätorter
- Västra Ämtervik